# Trgovina ljudima u Obali Slonovače
Trgovina ljudima, prema definiciji Ujedinjenih nacija, znači vrbovanje, prevoz, transfer, smeštaj ili prihvat lica, upotrebom pretnje ili upotrebom sile, u svrhu eksploatacije. Pored ličnih faktora koji dovode pojedine osobe, posebno žene, u položaj trafikinga, postoje i društveni faktori kao što su: nezaposlenost, siromaštvo, nedostatak obrazovanja, kao i organizovani kriminal u vidu seks industrije.
Trgovina decom spada u jedan od oblika trgovine ljudima kao vid kršenja osnovnih ljudskih prava na slobodu radi različitih vrsta eksploatacija u cilju ostvarivanja koristi drugih osoba.
Obala Slonovaće pripada zapadnom delu Afrike u kome se vrši najveća proizvodnja kakaa koji se koristi u industriji čokolade. Ovo područje je jedno od najvećih centara trgovine ljudima, posebno decom, koja vrši radnu eksploataciju. Statistika je pokazala da je u Zapadnoj Africi najveća koncentracija radne eksploatacije dece.

## Trgovina decom u industriji kakaa na Obali Slonovače
Dečiji rad je konstantan problem u proizvodnji kakaa koju se 60% zajedno vrši na Obali Slonovače i Gani. U toku sezone 2018/19 u uzgoju kakaa, istraživanje koje je naručilo Ministarstvo za rad SAD izvršio je NORC na Univezitutu u Čikagu u ove dve zemlje. Istraživanje je pokazalo da čak 1.48 miliona dece angažovano na farmama kakaa, uključujući opasni rad sa oštrim alatima i poljoprivredne hemije i nošenje teških tereta. Taj broj predstavlja 43% dece koja žive na poljoprivrednim domaćinstvama na područijima uzgajanja kakaa.  Proizvodnja kakaa na Obali Slonovače iznosi 38%. Pored ovog istraživanja, mnogo novinara i agencija je razotrkilo ovu vrstu ekspolatacije. Od tog otkrića, industrija postaje sve tajanstvenija, otežavajući novinarima ne samo pristup farmama na kojima se dešava kršenje ljudskih prava, već i bilo kakvo širenje informacija o ovoj temi. 2004. godine, po nalogu prve dame Obale Slonovače jedan novinar je otet i navodno ubijen. 2010, državne vlasti Obale Slonovače uhapsile su tri novinara, nakon što su objavili članak o korumpiranosti države i povezanosti s kakao industrijom.
Farme kakaa u Zapadnoj Africi snabedavaju jedne od najvećih proizvođača čokolade kao što su Nestle, Mars i Hershey, što otkriva direktnu povezanost ovih korporacija s najgorim oblicima dečjeg rada, trgovinom ljudima i ropstvom.

## Preduzimanje mera od strane vlasti na Obali Slonovače
Vlada Obale Slonovače ne poštuje u potpunosti minimalne standarde za eliminaciju trgovine ljudima, iako ulaže značajne napore da to učini. Njihova borba protiv trgovine ljudima je vrlo ograničena i neefikasna. Resursi su im ograničeni, a službenici za sprovođenje zakona i sudije nemaju dovoljno znanja o fenomenu trgovine ljudima. Ova zemlja nikada nije prijavila krivično gonjenje prinudnog rada dece u poljoprivrednom sektoru. Policija je pokazala nezainteresovanost u ovom polju, opisujuči decu koju su nalazili na plantažama kao dobrovoljne radnike. Iako su uloženi napori u edukaciji i podizanju svesti za ovo krivično delo, kao i doniranje aparata na graničnim prelazima, uputstvima za istragu onih koji su pokušali da uvedu decu na Obali Slonovače, nisu postignuti veliki rezultati. Obala Slonovače nije članica Protokola UN iz 2000. godine.

## Vršenje krivičnog dela trgovine ljudima i uslovi rada na farmama kakaa
S obzirom na to da je najveći prihod Obale Slonovače od izvoza kakaa, cak 60%, sa porastom proizvodnje čokolade raste i tražnja sa jeftinim kakaom. U proseku, radnici na plantažama kakaa zarađuju ispod 2 dolara na dan, što je ispod svakog proseka siromaštva. Kao rezultat toga, kakao poljoprivrednici pribegavaju korišćenju dečijeg rada kako bi zaradili više.
Bitan faktor kod ekspolatacije dece jeste siromaštvo u Zapadnoj Africi, pa deca počinju da rade u ranoj dobi kako bi pomogla svojim porodicama. Dok neka deca završavaju na farmama zbog posla, jer im vlasnici obećavaju visoke plate, druga su predmet vrbovanja, pa i prodaje od svoje porodice. Takođe neka deca su kidnapovana iz malih sela u susednim državama kao što su Burkina Faso i Mali. Jednom kada su odvedena na farme, dešava se da deca više nikada ne budu vraćena svojim porodicama.
Deca koja rade na farmama su u dobi između 12 i 16 godina, ali novinari koji su vršili istraživanje otkrila su da ima dece koja imaju i 5 godina.
Uslovi na farmama su nehumani. Rad na farmama kreće u 6 ujutru i traje do večernjih časova. Neka deca koriste motorne testere, dok druga koriste mačete sa kojima se penju na drveće. Deca su izložena opasnosti od posekotina, ali i mogućnošću da odseku sebi prst ili ruku. Većina dece ima oželjke po telu od sečiva i rada. Držeći mahunu u jednoj ruci, deca drugom rukom koriste sečivo da bi je otvorili i došli do zrna kakaa. Deca su takođe izložena poljoprivrednim hemikalijama, bez ikakve zaštitne opreme, jer se ova područja bore sa raznolikim insektima, pa se plantaže prskaju industrijskim hemikalijama. Deca se hrane najjeftinijom hranom i spavaju na drvenim daskama u malim prostorijama, bez pristupa čistoj vodi. 
Deca ne idu u školu, pa se time krši Međunarodni zakon o radu, propisan od Međunarodne organizacije za rad. Lišena prava na obrazovanje deca podležu mogućnošću da nikada ne izađu iz kruga siromaštva.
Rad dece na ovim farmama često uključuje fizičko nasilje zbog sporog rada ili pokušaja bekstva. Novinari su dokumentovali slučajevima zaključavanja dece i odraslih kako bi se sprečilo bekstvo.
Danski novinar i režiser Miki Mistrati, snimio je dokumentarni film 2010. godine pod nazivom "Tamna strana čokolade" koji svedoči ovom vidu trgovine ljudima i dokazuje nagađanja koja su prethodila ovom filmu. U filmu je prikazan način na koji se vrši odvođenje dece na plantaže, put koji ne uključuje granični prelaz kojim se odvode, a u filmu je prikazan i razgovor sa jednim od vlasnika plantaže, koji im nudi da za početnu cenu od 230 eura dovede dete na plantažu koje bi radilo za njih. 

### Fair trade
Pravedna trgovina je organizovani međunarodni društveni pokret koji promoviše društveno odgovorno ponašanje u trgovini sa proizvođačima iz siromašnijih sredina i zemalja. Njihov cilj jeste poboljšanje životnih uslova proivođača putem olakšavanja pristupa tržištima, ojačavanjem organizacija proizvođača, plaćanjem bolje cene; zaštita dece od eksplotacije, kao i siromašnih; podizanje svesti među potrošačima o posledicama; promovisanje ljudskih prava, ekološki prihvatljivih tehnologija i kampanja. Proizvodi koji imaju na sebi nalepnicu Fair trade, podležu pravilima fer proizvodnje i plaćanja svojih radnika, kao i poštovanju uslova rada, ali i "garantovanja" da nema bilo kakve eksploatacije.